# Бабка руда
Бабка руда (Libellula fulva) — вид бабок родини справжніх бабок (Libellulidae).

## Поширення
Вид поширений у Південній та Центральній Європі та зустрічається на схід до Каспійського моря та Кавказу. В Україні це рідкісний вид, який зареєстрований в Західному Лісостепу, Прикарпатті, Закарпатської низовини, в Східному Поділлі (на схід від річки Збруч), в дельті річки Дунай, в Київській, Чернігівській, Полтавській і Харківській областях.

## Опис
Бабка завдовжки 42-45 мм, черевце 26-29 мм, заднє крило 35-38 мм. Очі стикаються. Перетинка темно-сірого або чорнуватого кольору. Темні базальні плями на передніх крилах чорнуваті або темно-коричневі, можуть мати вигляд невеликої смужки. Основа задніх крил має велику непрозору темну пляму. Черевце широке, його середні сегменти вдвічі ширші за довжину. Нижня губа повністю чорного кольору. Тіло рудувате. У дорослих самців черевце покрите блакитним нальотом, який приховує серединну чорну смугу, біля основи і на 8-10 сегментах чорнувате, або стає цілком темним (у старих). У молодих самців черевце руде. Перший сегмент черевця позбавлений шипиків. У самки черевце руде, 4-10 кільця мають чорні смужки.